# Acanthodelta umbrata
Acanthodelta umbrata là một loài bướm đêm trong họ Noctuidae.